# 蔡貴易
蔡貴易（1538年—1597年），字爾通，又字道生，號肖兼、肖謙，福建泉州府同安平林（今金門瓊林）人，明朝政治人物，同進士出身。

## 生平
嘉靖四十三年（1564年）甲子科福建鄉試第八十一名。隆慶二年（1568年）登戊辰科同進士。授江都縣知縣，丁内艱。服除，補授崇德縣知縣，遷南京户部陕西司主事，管京倉，後升浙江司員外郎，督浦口倉，轉任禮部祠祭司郎中，升寧波府知府，在任六年，晉貴州按察司副使，管驛傳道，又攝學政，升本省參政，官至浙江按察使。以考察降調，遂飄然而歸。修建一所居，未及而卒。

## 家族
曾祖父蔡文周，號素庵；祖父蔡宜勳，號安所，壽官，赠贵州左参政；父蔡宗德，字懋修，别号兼峰，官台州府通判署府印。母洪氏，封孺人。慈侍下。兄蔡涣（知府）、希尹、貴成、貴守。弟貴邁、貴和。庶母杨氏。
堂侄蔡守愚、子蔡獻臣，皆進士。三人並稱“瓊林三蔡”。